# Heinrich Rau (Architekt)
Heinrich „Heinz“ Pinchas Zvi Rau (hebräisch הַייְנְץ [הַיְינְרִיך] רָאוּ Hajnz [Hajnrīch] Rāū; * 10. November 1896 in Berlin; † 13. Februar 1965 in Bad Teinach) war ein deutsch-israelischer Architekt, Innenarchitekt sowie Stadt- und Raumplaner. Er war ein führender Vertreter des Internationalen Stils in Israel sowie einer der ersten Stadtplaner Jerusalems und Raumplaner Israels in der Phase der jüdischen Einwanderung nach der israelischen Unabhängigkeitserklärung.

## Leben
Rau war der zweitälteste Sohn des in Fürth gebürtigen, jüdischen Berliner Arztes Dr. med. Raphael Rau (1866–1947) und dessen Ehefrau Fanny Frumet, geborene Hirsch (1871–1934). Er hatte fünf Brüder, darunter den Juristen, Richter und Berater Arthur Aharon Rau (1895–1962), 1935–1938 Direktor des Palästina-Amtes der Jewish Agency for Israel, sowie zwei Schwestern, darunter Gerda Zipporah Rau, später verheiratete Ochs (auch Oaks, 1909–1999), die Gründerin eines Sozialdienstes für Frauen und Sozialfürsorgerin im israelischen Wohlfahrtsministerium.
Rau wuchs im Berliner Wedding auf. Nach einer Tischlerlehre, die er 1911 begonnen hatte, leistete er von 1914 bis 1918 als Soldat des Deutschen Heeres seinen Militärdienst im Ersten Weltkrieg. 1919 nahm er an der Unterrichtsanstalt des Kunstgewerbemuseums Berlin (ab 1924 Vereinigte Staatsschulen für freie und angewandte Kunst) ein Studium auf. 1921 war er dort Schüler der Architektur-Klasse von Alfred Grenander. Bis 1924 arbeitete er im Büro des Berliner Architekten Bruno Paul. Er brach das Studium ab und machte sich 1924 als Innenarchitekt selbständig. Zusammen mit Heinrich A. Schäfer bearbeitete er seit spätestens 1926 diverse Innenarchitektur-Projekte. Von 1931 bis 1933 unterhielten sie ein gemeinsames Atelier für Innenarchitektur im Gebäude des Kunstgewerbemuseums Berlin, Prinz-Albrecht-Straße. Im Jahre 1930 heiratete Rau Ida Hackenbrock (auch Hackenbroch, 1904–2005, 1963 geschieden). 1931 erhielt er für Musterentwürfe für Studentenwohnungen, die er zusammen mit Schäfer erarbeitet hatte, einen Ehrenpreis der Deutschen Bauausstellung Berlin, die unter dem Motto „Neues Bauen und Wohnen“ stand.
Im Herbst des Jahres 1933, wenige Monate nach der Ernennung Adolf Hitlers zum Reichskanzler, emigrierte Rau über die Niederlande und Italien in das Gebiet des britischen Völkerbundsmandats für Palästina. Dort arbeitete er bis 1935 im Büro des Architekten und Stadtplaners Richard Kauffmann. 1935 gründete er ein eigenes Architekturbüro, in dem er Wohnbauten im Stil der Moderne entwarf. 1940/1941 arbeitete in seinem Büro der Architekt Gabriel Epstein (1918–2017).
1949 wurde Rau unter Arieh Sharon, dem Chef für das Innenministerium tätigen ersten staatlichen Planungsbehörde Israels, Leiter der 22-köpfigen Abteilung für „Aktive Planung“, nachdem er bereits 1948 zusammen mit David Anatol Brutzkus (1910–1999) den Auftrag erhalten hatte, einen Masterplan als unverbindliches Plankonzept für die städtebauliche Entwicklung Jerusalems zu erarbeiten. Dieser 1949 fertiggestellte Plan, später „Rau-Plan“ genannt, der ganz Jerusalem (einschließlich des damals noch jordanischen Ostjerusalems) und seine Umgebung grenzübergreifend einbezog, eröffnete die Entwicklung von Wohnvierteln in nordwestlichen Teilen der Stadt sowie entlang der Kuppen und Hänge des Judäischen Berglands um Westjerusalem. Einen Ring um die Jerusalemer Altstadt sowie die Täler zwischen den neuen Baugebieten hielt der Plan als Grünzüge frei; insofern folgte der Masterplan den Gartenstadt-Konzepten früherer britischer Planer Jerusalems. Außerdem sah der „Rau-Plan“ die Ansiedlung von Regierungs-, Kultur- und Universitätsfunktionen in Givʿat Ram vor, wo ab den 1960er Jahren der Neubau für das Parlament Israels, die Knesset, errichtet wurde. Die Planungen für das israelische Regierungsviertel in Givʿat Ram konkretisierte Rau ab 1950 zusammen mit Kauffmann und Ossip Klarwein. Als Raumplaner entwickelte Rau 1949 zusammen mit Artur Glikson (auch Arthur Glücksohn, 1911–1966) und Eliʿezer Leonid Brutzkus (1907–1987) einen ersten Nationalplan zur Bevölkerungsverteilung in Israel. Seine Tätigkeit für die staatliche Planung endete 1953.  
In den Jahren 1954 bis 1958 arbeitete Rau mit dem befreundeten Architekten David Resnick. In dieser Zeit, 1956/1957, entstand eines seiner bedeutendsten Bauwerke, die Israel-Goldstein-Synagoge der Hebräischen Universität Jerusalem auf deren Campus Givʿat Ram, für die ihm und Resnick 1964 der Rechter Prize des Israelischen Architektenvereins zuerkannt wurde.
Etwa 1961 übernahm er als Senior Fellow eine Projekt- und Lehrtätigkeit am Institute of Town and Country Planning der Universität Manchester. 1964 zog er nach Bad Teinach im Schwarzwald. Dort verstarb er im Februar 1965 im Alter von 68 Jahren.

## Bauten/Projekte (Auswahl)

### Vor 1933
- Arbeitszimmer in einer Mietwohnung, Berlin, 1928 (zusammen mit Heinrich A. Schäfer)
- Projekt „Neue Küche“, Berlin, 1929 (zusammen mit Heinrich A. Schäfer)
- Musterentwürfe zweier Studentenwohnräume für die Abteilung „Die Wohnung unserer Zeit“ im Rahmen der Deutschen  Bauausstellung Berlin 1931 (zusammen mit Heinrich A. Schäfer)
- Entwürfe verschiedener Möbel und kompletter Einrichtungen für Büros, private Haushalte und Villen, 1931–1933

### 1933–1945

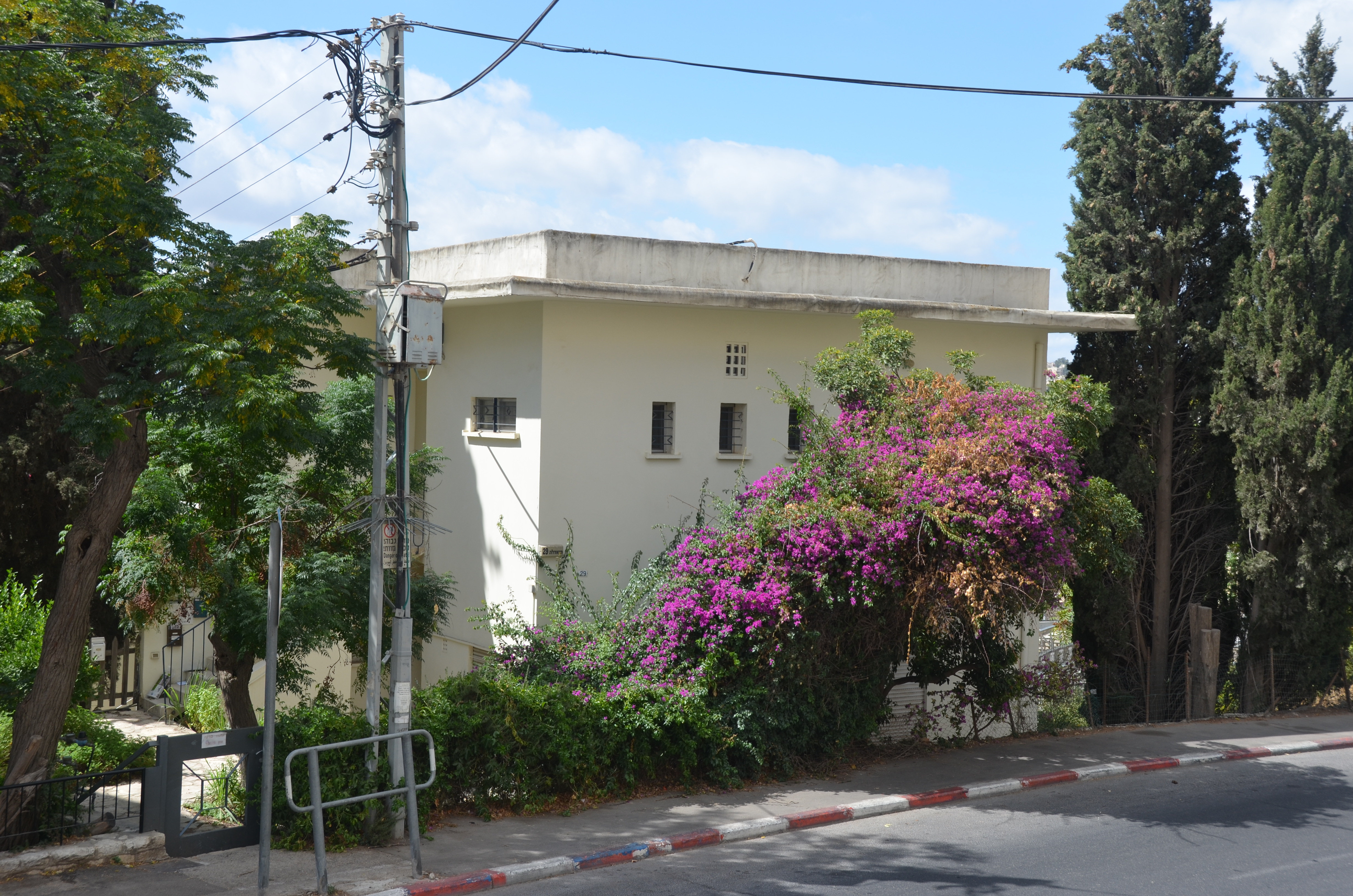
Haus Max Rosenbaum, 1938, Foto 2013

- Haus Philipps und Haus Gidʿon, Haifa, 1937/1938
- Mehrfamilienhaus Heinrich Benjamin, Jerusalem, 1938
- Mietshaus Max Rosenbaum, Jerusalem, 1938
- Tycho-Villa in Motzah
- Wohnbauten in Tel Aviv, Tiberias, Gaza

### Nach 1945

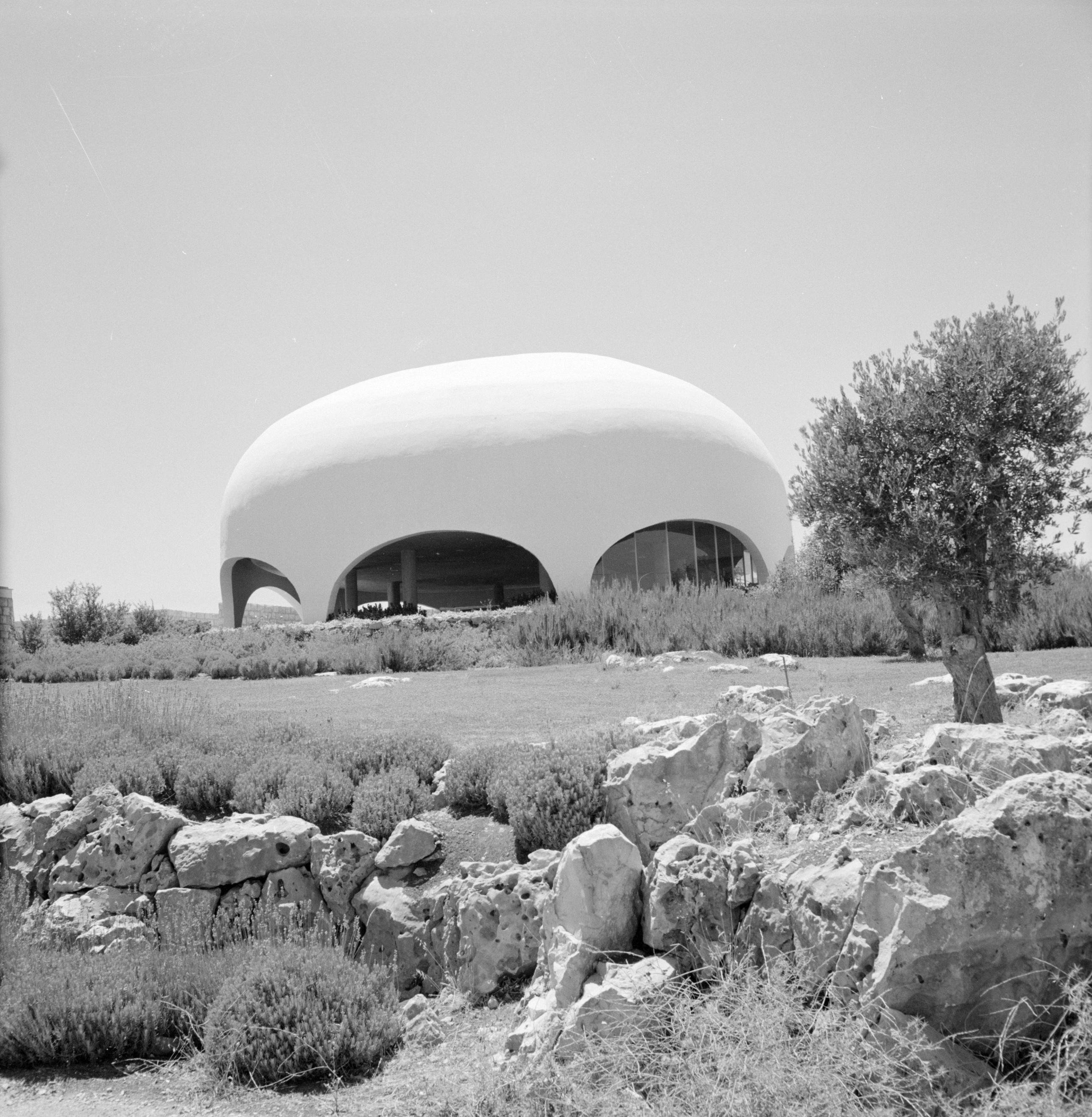
Israel-Goldstein-Synagoge der Hebräischen Universität in Jerusalem, 1957, Foto 1964

- Rau-Plan, Masterplan für Jerusalem und Umgebung, 1948/1949
- Israel-Goldstein-Synagoge auf dem Campus Givʿat Ram der Hebräischen Universität, Jerusalem, 1957 (zusammen mit David Resnick)
- Einstein Institute of Mathematics auf dem Campus Givʿat Ram der Hebräischen Universität, Jerusalem, 1959
- Hebrew Union College, Jerusalem, um 1960
- Projekt Bandstadt Penninische Kette, Nordengland

## Schriften (Auswahl)
- (mit Heinrich A. Schäfer): Luftschächte. In: Bauwelt, Heft 41/1926.
- (mit Heinrich A. Schäfer): Die neue Küche Berlin. In: Bauwelt, Heft 17/1929, S. 402 f.
- Quarters Instead of Zones. In: Engineering Survey, September 1942, S. 26–28 (Hebräisch).
- (mit Jacob Benor-Kalter): Architects Flay Knesset Design: Plan Must Reflect Needs. In: The Jerusalem Post, 6. September 1957.
- No Hurry to Build. In: The Jerusalem Post, 7. September 1957.
- Landschaftsplanung – nur in Entwicklungsländern? In: Bauwelt, Heft 46/1962, S. 1281–1284.